# Comuna Berevoești, Argeș
Berevoești este o comună în județul Argeș, Muntenia, România, formată din satele Berevoești (reședința), Bratia, Gămăcești și Oțelu.

## Așezare
Comuna Berevoiești este situată, în depresiunea Getică, la bordura Carpaților Meridionali, în zona intracolinară a celor șapte muscele, care se află între râurile Dâmbovița și Argeș.
„Muscelele reprezintă masive deluroase, care sunt despărțite prin mici depresiuni. Aici, se găsesc sate vechi atestate documentar și istoric, care sunt acoperite cu livezi de pomi fructiferi, cu fânețe și mici ogoare cum sunt: Domnești, Slănic, Bughea, Godeni”.
Comuna are o suprafață de 100 km² și se învecinează la est, cu comuna Bughea de Jos, în partea de sud-est, cu comuna Godeni, în partea de sud-vest, cu comuna Aninoasa, în partea de nord-est, cu comuna Albeștii de Muscel și în partea de nord-vest, cu comuna Slănic și comuna Nucșoara.
În comuna Berevoiești, există o rețea hidrografică de o mare densitate care este formată din văi permanente și temporare, aparținând bazinului râului Bratia cu afluenții săi principali:
1. Brătioara, în zona montană;
2. Râușorul, în zona Berevoieștilor;
3. Năvrapul în zona Berevoieștilor.
Râul Bratia ce i se mai spune și Bratia-Mare își are izvoarele pe versantul sudic al munților Iezer, între culmile Papău, Obârșia, Cernatu și Colții-Caprei, la o altitudine de 2.100 m, udând comunele: Albești, Berevoiești-Ungureni, Berevoiești-Pământeni, Aninoasa, Vlădești, Golești, Bălilești și Băjești și se varsă în râul Târgului, mai jos de Băjești. Râul Bratia, care se unește cu Brătioara, mai sus de comuna Albești, udă această comună, pe partea de Vest și primește ca afluenți mai multe pâraie mici, între Valea-Satului, Bătrânul-Turnului și Pârâul lui Meilă.
Brătioara izvorăște din munții Danciului și muntele Portăreasa și se unește cu râul Bratia din sus de comuna Albești, plaiul Dâmbovița, județul Muscel, la o altitudine de 1550 m.
Râușorul își adună apele dintre munții Șețu, Năpârteanu și Jupâneasa, la o altitudine de 1700 m.
Năvrapul curge, în zonele înalte, între Perșunaru, Ulmu, Piscul Popii și Piscul Lung.
Lungimea totală a râului Bratia este de peste 60 km, iar debitul variază în funcție de ploi și ninsori, între 45% și 26%.

## Istoricul așezării
Așezarea a fost pomenită pentru prima oară, într-un document din anul 1427 când, în Țara Românească, domnea Dan al II-lea (1422 - 1431).
Al doilea document în ordine cronologică, privitor la Berevoiești, apare peste 20 de ani, adică, în anul 1526 și atestă stăpânirea unei treimi din sat „de peste hotarul și din pomet și din siliștea Copăcenilor...și pe Râul Mare și pe Năvrap și pe Râușor și la muntele Berevoeștior de către jupan Vlaicu clucer cu frații săi...”.
Reconfirmarea stâpânirii de către acesta a o treime din Berevoiești, în hotarele menționate, este însoțită aici de precizarea că: „moșia fusese cumpărată de moșul lui Vlaicu, jupan Pătru postelnic, de la Bărcan din Berevoiești și de la Cotescul vornic, pentru 70 florini ungurești, încă din zilele lui Vlad voevod Călugărul” (1481, 1482-1495).
În sfârșit, există un treilea hrisov, din 1572, care vorbind despre proprietățile boierilor din Piscani în Berevoiești, precizează că acestea fuseseră dobândite de la Bărcan chiar mai înainte, în zilele lui Basarab cel Bătrân, identificat cu Laiotă Basarab.
Din denumirile alternative de Berivoiești, Berevoești sau Berevoiești care sunt întâlnite în diferite acte vechi sau chiar unele documente oficiale recente, trebuie reținută numai ultima, respectiv „Berevoiești”.
În anul 1880, comuna Berevoiești era compusă din următoarele sate: Berevoiești-Pământeni, Oțelu, Bratia (Brătieni), Berevoești-Ungureni, Mănești și Gămăcești. În anul 1946, când Obștea a fost desființată, se mai aflau în devălmășie o parte din păduri, poieni și izlazuri printre care: Ciocanu, Năvrapu, Coastele Bârzii, Meretu, Siliștea, Aișoara, Gruia Mare și Piscu lui Matei.
Numele boierilor Golești își face apariția la sfârșitul secolului al XVII-lea. Primul este Radu Golescu care, încă din 1693, cumpără delnițe de la moșnenii berevoieșteni. Pământurile dobândite erau acum răspândite pe o mare parte din hotarul satului, după cum rezultă dintr-o cercetare făcută de ispravnicul județului vătaful de plai, extinzându-se până la limita cu Godenii și Coteștii. Claca, în Berevoieștii consta, în același timp, din 12 zile de lucru pe an la boier și zeciuială (dijmă) din unele semănături. În cazul când stăpânul nu avea de lucru, clăcașii erau obligați să plătească ziua cu câte un taler și un car de lemne: pentru ziua de arătură și pogonul de porumb, se impunea câte 88 de oca de grăunțe, iar la fân, din 5 căpițe, una.
Familia Goleștilor a fost o familie cu urme adânci în Berevoiești, de la care se mai păstrează, chiar și până astăzi, toponimul de „Goleasca” care a fost dat chingii de moșie, care pornind din râul Brătia și trecând peste Coastele Bârzii și ale Aișoarei, cuprindea satul Oțelu și se oprea în satul Malu. Înființarea satului Oțelu, pe un podiș înalt, se datorează vornicului Radu Golescu care a instalat, aici, primele 5 familii de căminași ungureni, pentru a-i exploata și administra moșia.
Un interes special l-a reprezentat modul cum comisul Radu Golescu a dobândit moșie în Berevoiești, de la cine a cumpărat-o, când a avut loc pătrunderea acestei familii în sat.  Răspunsul se găsește într-un document, din 1820, elaborat ca urmare a unei cercetări solicitate de vel logofătul Constantin Golescu, fiul lui Radu Golescu, destinat domnitorului Alexandru Nicolae Șuțu (1818-1821), precum că moșnenii din Berevoiești nu-i respecta proprietățile, îi încalcă hotarele și-i iau roadele de pe moșie.
Cercetările făcute la fața locului de ispravnicii județului Muscel, în prezența părților interesate, a stabilit că, în anul 1693, Radu Golescu a cumpărat 10 delnițe de moșie cu două case pe ele, în hotarul Berevoieștilor, de la frații Bratu și Chirca împreună cu nepoții lor Cosma, Nicula și Dumitrache.
Peste doi ani, adică în 1695, același Radu Golescu mai cumpără alte trei delnițe, de data aceasta, de la monahul Rafael, provenit din neamul moșnenilor-megiași, iar, ceva mai târziu, încă o delniță de la un mazil din neamul Proculeștilor. 
Din Berevoiești, Radu Golescu a trecut la cumpărarea de pământ și în Năvrap. Un document, din 1742, atestă faptul că Stoica, împreună cu femeia sa, Dumitra, și feciorii săi, Scarlat și Liată, îi vând, pentru suma de 72 taleri și 40 de bani, o moșie la Oboare. Această moșie o aveau zestre de la tatăl său Filip din Albești. Moșia în cauză a rămas, până astăzi, cu denumirea de Filip, de la numele celui care a fost proprietarul ei inițial.
Stăpânirea Goleștilor în Berevoiești a durat peste 150 de ani, când, încolțiți de greutăți, ca urmare a participării la revoluția din 1848, pe care au susținut-o și material, se hotărăsc să vândă, atât proprietățile de la Berevoiești, cât și pe cele din sudul județului de la Udeni și Golești, nemaifiind în stare să le administreze.
Frații Golești, respectiv, Ștefan, Nicolae, Radu și Alexandru-Albu, se aflau în majoritatea timpului la Paris, în țară rămânând numai mama lor Zinca Golescu, care a și făcut vânzarea către Ioan Enache Hristodor, negustor din Câmpulung, în schimbul a 2500 de galbeni.
Ca reprezentanți de seamă ai neamului familiar, boierii Golești deschid seria unor mari dregători ai Țării Românești, din rândul cărora se vor înscrie, cu litere de aur, Ștefan Golescu, Nicolae Golescu, Radu Golescu, Alexandru Golescu și mama lor, Zinca Golescu.

## Demografie
Componența etnică a comunei Berevoești
     Români (66,8%)
     Romi (26,07%)
     Alte etnii (0%)
     Necunoscută (7,14%)
Componența confesională a comunei Berevoești
     Ortodocși (90,87%)
     Adventiști (1,15%)
     Alte religii (0,57%)
     Necunoscută (7,41%)
Conform recensământului efectuat în 2021, populația comunei Berevoești se ridică la 3.307 locuitori, în scădere față de recensământul anterior din 2011, când fuseseră înregistrați 3.372 de locuitori. Majoritatea locuitorilor sunt români (66,8%), cu o minoritate de romi (26,07%), iar pentru 7,14% nu se cunoaște apartenența etnică. Din punct de vedere confesional, majoritatea locuitorilor sunt ortodocși (90,87%), cu o minoritate de adventiști (1,15%), iar pentru 7,41% nu se cunoaște apartenența confesională.

## Politică și administrație
Comuna Berevoești este administrată de un primar și un consiliu local compus din 13 consilieri. Primarul, Ionel Mazilu[*], de la Partidul Social Democrat, este în funcție din 1 noiembrie 2024. Începând cu alegerile locale din 2024, consiliul local are următoarea componență pe partide politice:
|  | Partid                             | Consilieri | Componența Consiliului | Componența Consiliului | Componența Consiliului | Componența Consiliului | Componența Consiliului | Componența Consiliului |
|  | ---------------------------------- | ---------- | ---------------------- | ---------------------- | ---------------------- | ---------------------- | ---------------------- | ---------------------- |
|  | Partidul Social Democrat           | 6          |                        |                        |                        |                        |                        |                        |
|  | Partidul Național Liberal          | 3          |                        |                        |                        |                        |                        |                        |
|  | Partida Romilor „Pro Europa”       | 2          |                        |                        |                        |                        |                        |                        |
|  | Alianța pentru Unirea Românilor    | 1          |                        |                        |                        |                        |                        |                        |
|  | Partidul Mișcarea România Suverană | 1          |                        |                        |                        |                        |                        |                        |

## Date cronologice cu privire la evoluția comunei Berevoești
La sfârșitul secolului al XIX-lea, pe teritoriul actual al comunei funcționau, în plaiul Nucșoara al județului Muscel, comunele Berevoești-Pământeni și Berevoești-Ungureni. Prima cuprindea satele Berevoești-Pământeni, Oțelu și Bratia, având în total 810 locuitori. Existau în comună 5 mori pe Bratia, două biserici și o școală cu 21 de elevi. Cea de a două avea în compunere satele Berevoești-Ungureni, Mănești și Gămăcești și avea 618 locuitori ce trăiau în 142 de case. Existau și aici două mori pe Bratia, o biserică și o școală. Anuarul Socec din 1925 consemnează unirea celor două comune într-una singură cu numele de Berevoești, având 2014 locuitori în satele Berevoești-Pământeni, Berevoești-Ungureni, Mănești și în cătunele Gămășești și Oțelu.
În 1950, comuna a fost arondată raionului Muscel din regiunea Argeș. În 1968, a trecut la județul Argeș, iar satele Berevoești-Pământeni și Berevoești-Ungureni au fost comasate în satul Berevoești.
Comuna a devenit celebră în 1991 după ce jurnalistul Petre Mihai Băcanu a descoperit pe dealurile de la marginea sa un „zăcământ” de documente ale Securității.
În iulie 2016, în satul Gămăcești, autoritățile au arestat 38 de persoane de etnie romă pentru trafic de persoane, aceștia răpind oameni ai străzii pe care-i țineau în sclavie. Au fost găsite 40 de victime, rețeaua acționând de opt ani.
Dintre victime, 21 erau copii.

## Monumente istorice
În comuna Berevoești se află situl arheologic de interes național „Ruinele bisericii Berevoești” din satul de reședință, datând din secolul al XVI-lea. Tot de interes național sunt și patru monumente memoriale sau funerare, toate aflate în același sat: crucile de piatră de „la Pârloage” sau „Lutu alb” (1784–1787) și de „la Achim” (în fața casei lui Achim Iordache; datând din 1744); crucea de hotar a lui Baraghin (1602–1611) din fostul cătun Mănești, lângă casa lui Dumitru Amzicu; și piatra de mormânt din 1564 aflată în zidul de incintă al bisericii „Intrarea în Biserică”.
În rest, alte trei obiective din comună sunt incluse în lista monumentelor istorice din județul Argeș ca monumente de interes local. Două dintre ele sunt clasificate ca monumente de arhitectură aflate în satul Berevoești: biserica „Adormirea Maicii Domnului”-Pământeni (1704); și casa Gabriel Iordăchescu (secolul al XIX-lea) aflată lângă Primărie. Celălalt, clasificat ca monument de for public, este monumentul comemorativ al răscoalei din 1907 ridicat în 1950 în satul Bratia.